# Sólo creo lo que veo
«Sólo creo lo que veo» es una canción interpretada por el grupo español Alaska y Dinarama, incluida en su tercer álbum de estudio No es pecado. La compañía Hispavox, la publicó junto a «Alto, prohibido pasar» como el cuarto y último sencillo del disco en 1987. Compuesta por Carlos Berlanga y Nacho Canut, y producida por Nick Patrick, se basa en una fuerte ruptura emocional, traición o engaño. La letra muestra una lucha interna con las mentiras y promesas rotas de alguien. «Sólo creo lo que veo» presenta elemento de la música dance pop.

## Composición
La canción fue compuesta por Carlos Berlanga y Nacho Canut y producida por Nick Patrick, para el tercer álbum de estudio No es pecado (1986). Además, e grabó una versión en inglés llamada «Pretending to Safe My Life» para una maqueta en ese idioma.

## Publicación
La canción fue lanzada inicialmente como sencillo promocional en formato de siete pulgadas y, más adelante, se publicó un maxisencillo que incluía en el lado B la canción «Alto, prohibido pasar».

## Vídeo musical
El vídeo musical fue grabado en un escenario del programa de TVE La bola de cristal, donde Alaska se encuentra sobre una plataforma con un micrófono frente a ella. A su alrededor, otra plataforma alberga a dos chicas bailando, mientras que más atrás se encuentran Carlos Berlanga a la guitarra y Nacho Canut en los teclados. También aparece un público que baila y una chica enjaulada.
En cuanto a su vestimenta, Alaska lleva una camiseta negra bastante larga, que llega hasta las rodillas, acompañada de unos pantalones cortos debajo. Su estilo está complementado por el peinado característico que lució en 1986, con entradas a los lados, un maquillaje marcado y varios abalorios en los brazos.

## Lista de canciones y formatos
| Sencillo de 7" |                         |          |  |
| N.º            | Título                  | Duración |  |
| 1.             | «Sólo creo lo que veo»  | 3:49     |  |
| 2.             | «Alto, prohibido pasar» | 4:00     |  |

| Maxisencillo de 12" |                                             |          |  |
| N.º                 | Título                                      | Duración |  |
| 1.                  | «Sólo creo lo que veo» (versión extendida)  | 5:27     |  |
| 2.                  | «Alto, prohibido pasar» (versión extendida) | 6:22     |  |

## Créditos y personal
| - Alaska: voz. - Carlos Berlanga: composición. - Nacho Canut: composición. - Nick Patrick: producción. | - Guillermo Peral: ingeniería. - Juan Gatti: diseño. - Alberto García-Alix: fotografía. |

Créditos adaptados de las notas de No es pecado.